# Ivanivka, Horodok
Ivanivka (în ucraineană Іванівка) este un sat în comuna Novîi Svit din raionul Horodok, regiunea Hmelnîțkîi, Ucraina.

## Demografie
Componența lingvistică a localității Ivanivka
     Ucraineană (93,1%)
     Rusă (6,9%)
Conform recensământului din 2001, majoritatea populației localității Ivanivka era vorbitoare de ucraineană (93,1%), existând în minoritate și vorbitori de rusă (6,9%).